# Közigazgatási Palota (Marosvásárhely)
A marosvásárhelyi Közigazgatási Palota (Maros Megyei Főispánság, románul Palatul Prefecturii) épületét Bernády György polgármester kérésére építették 1905–1907 között. Eredetileg városházaként (polgármesteri hivatalként) funkcionált. Gyakran csak Cifra Palotának hívták, mivel az akkori kisvárosban szokatlan volt az ilyen impozáns épület.      

## Története
A szomszédos Kultúrpalotához hasonlóan a Közigazgatási Palota is a magyar szecesszió jegyében épült, Komor Marcell és Jakab Dezső tervei alapján. Túlélte a román nacionalista megmozdulásokat, de a külső falon a Magyar Királyság lenyűgöző címerét, illetve a Róth Miksa által festett ablaküvegeket, amelyek Ferenc Józsefet (ez volt a legnagyobb), Bethlen Gábort, Kossuth Lajost, Deák Ferencet és II. Rákóczi Ferencet ábrázolják, eltüntették.  A díszes ablaküvegek helyébe egyszerű, közönséges üvegeket tettek. 2007-ben a festett ablaküvegek előkerültek, illetve elkezdődött a restaurálásuk, amelyet a Budapesti Fővárosi Önkormányzat és a budapesti Róth Miksa Emlékház is támogatott. A restaurálás után az ablakok nem kerülhettek vissza eredeti helyükre, azonban a Kultúrpalotában a történeti kiállítás részeként megtekinthetőek. Remélhetőleg egyszer majd az eredeti helyükön is megcsodálhatóak lesznek.
Az épület északkeleti részén van a 60 méter magas torony, amely a város majdnem minden pontjáról látható. Óráját Müller János, a harangokat Thúri Ferenc készítette. A második világháború után a toronysisak árbócára vörös csillag került, de 1982-ben visszahelyezték az eredeti rajzok alapján készült villámhárítót.
A Közigazgatási Palotában jelenleg a Maros Megyei Prefektúra és a Megyei Tanács működik.
A Közigazgatási palota tornya látogatható, 202 lépcső vezet fel a toronyba, ahol minden negyed órában kongat egyet az egyik harang. Jegyeket a szomszédos Kultúrpalota pénztárában lehet vásárolni. 

## Képek

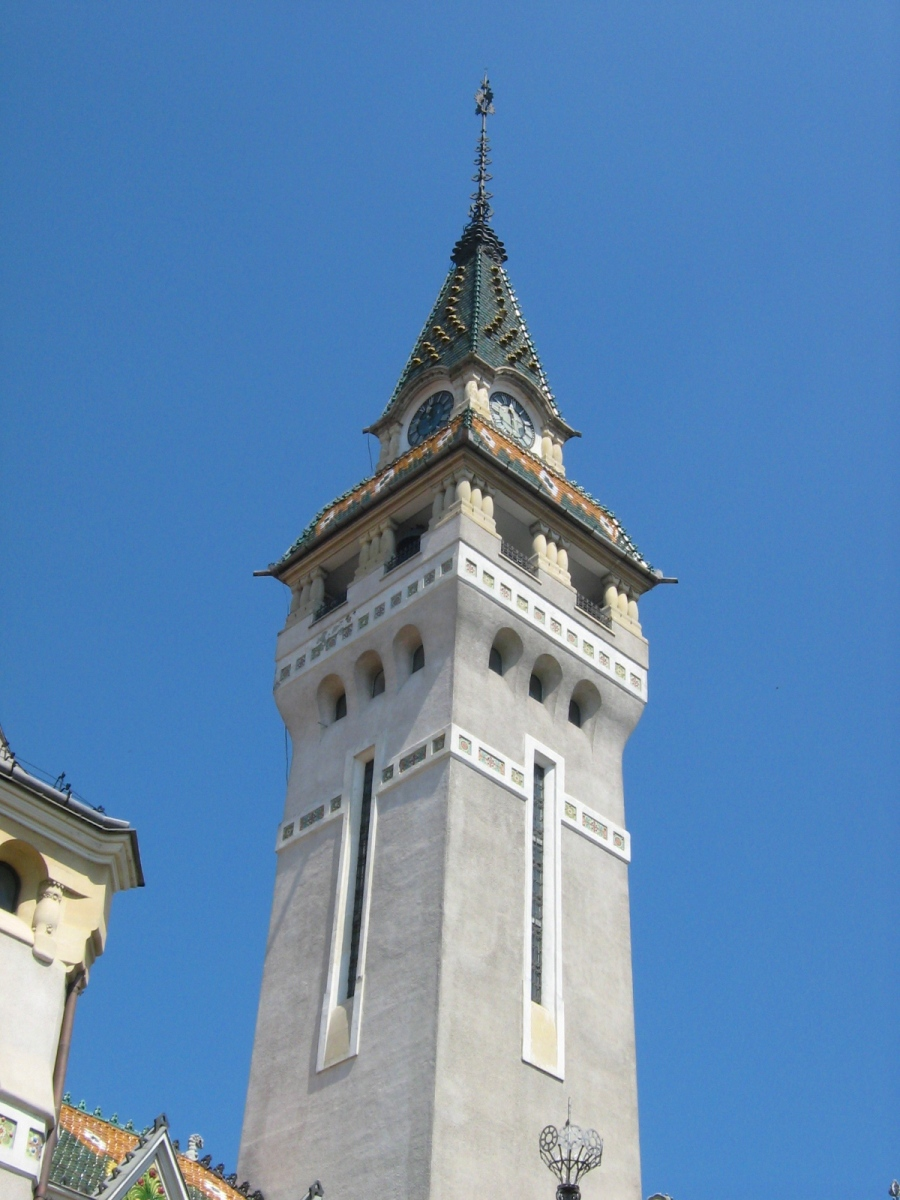
A palota tornya
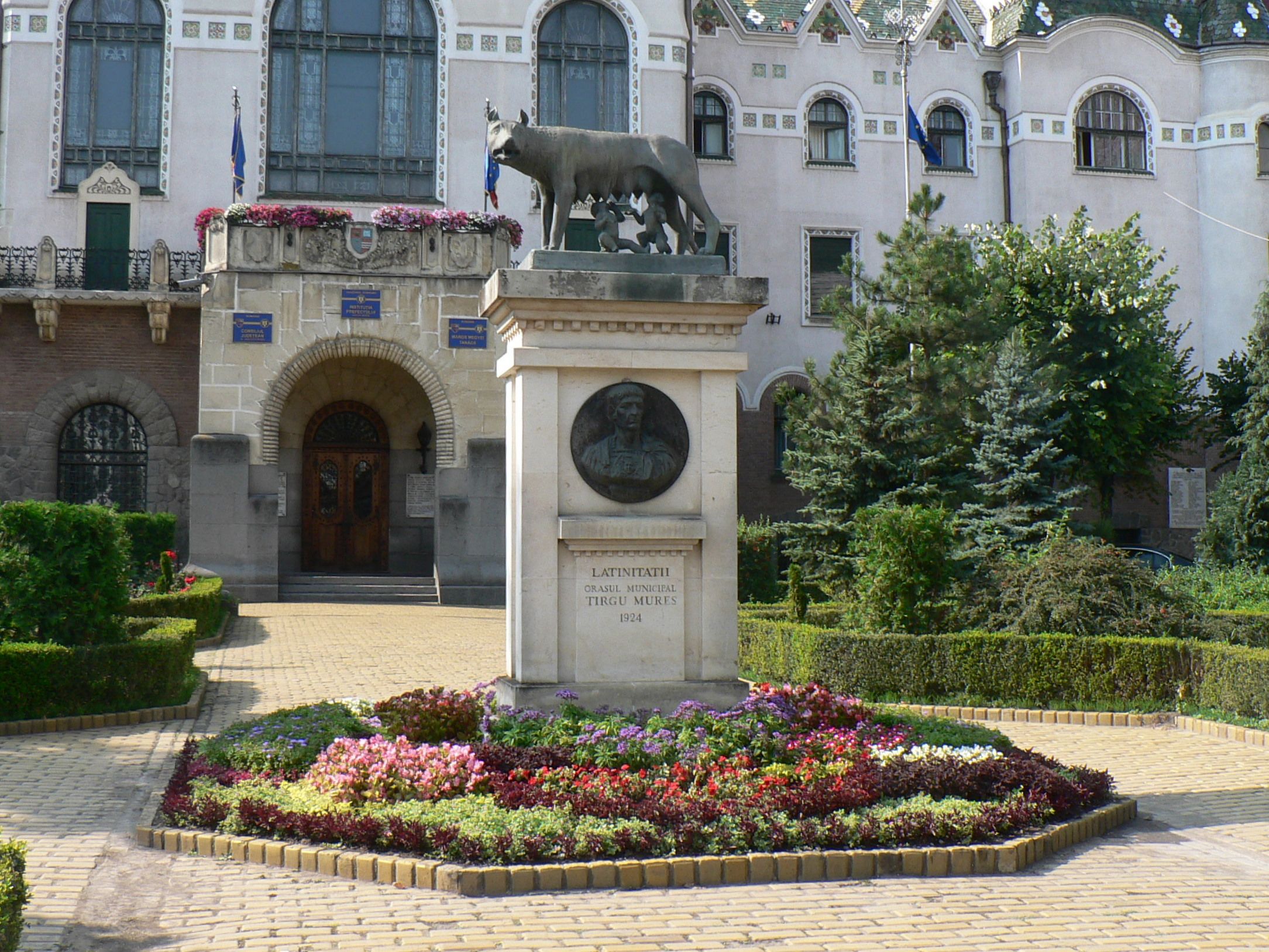
Anyafarkas-szobor az épület előtt 1924-ből
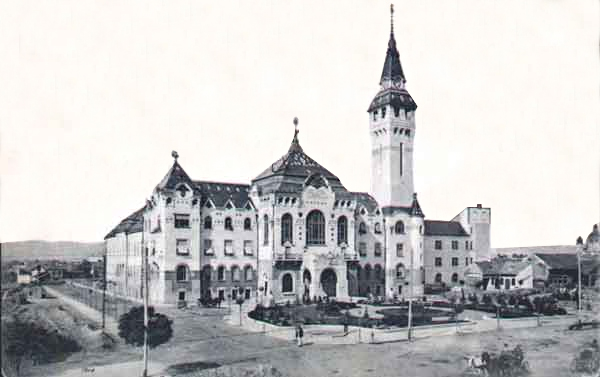
Az épület mint városháza 1911-ben
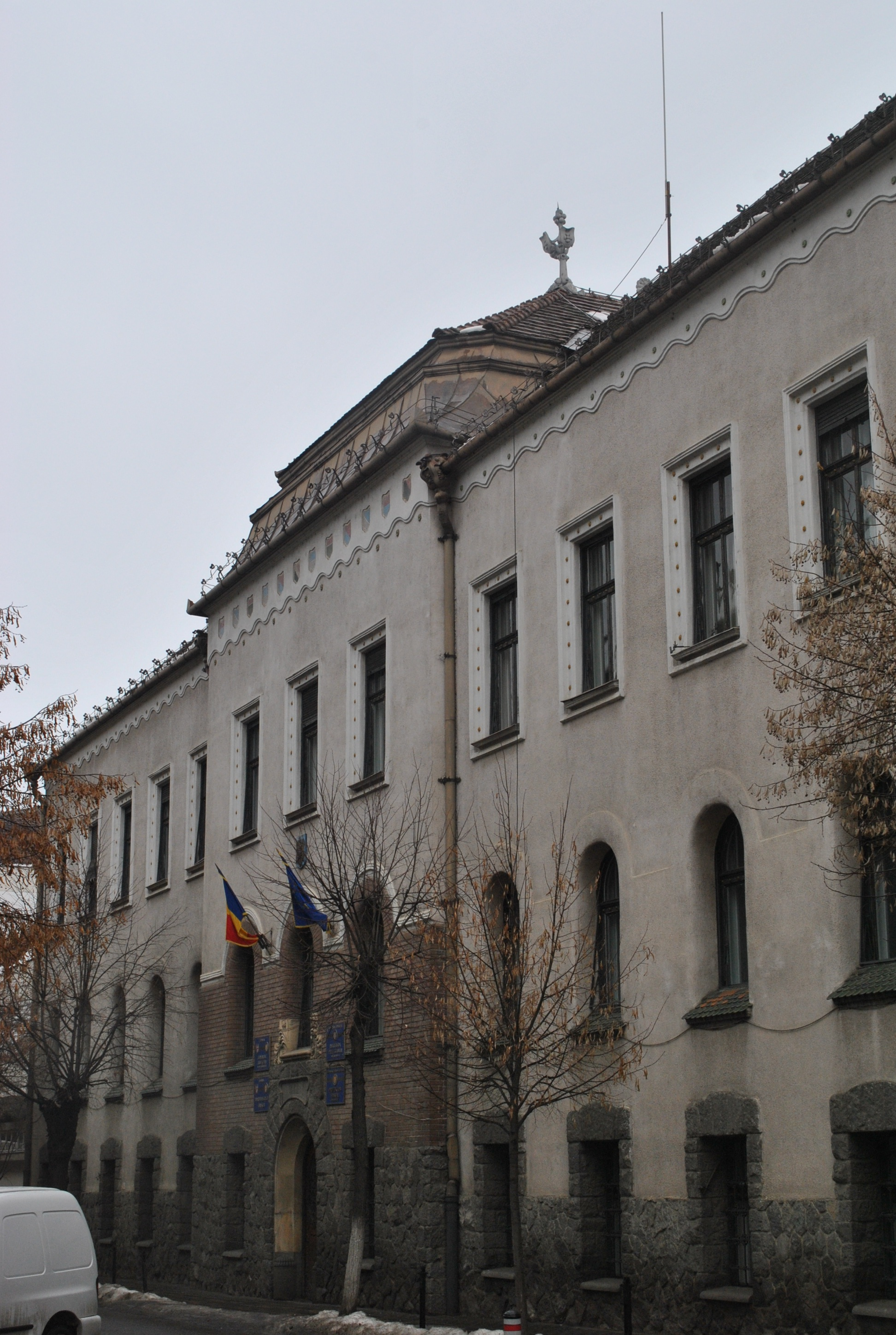
A Városháza utca felőli oldalbejárat
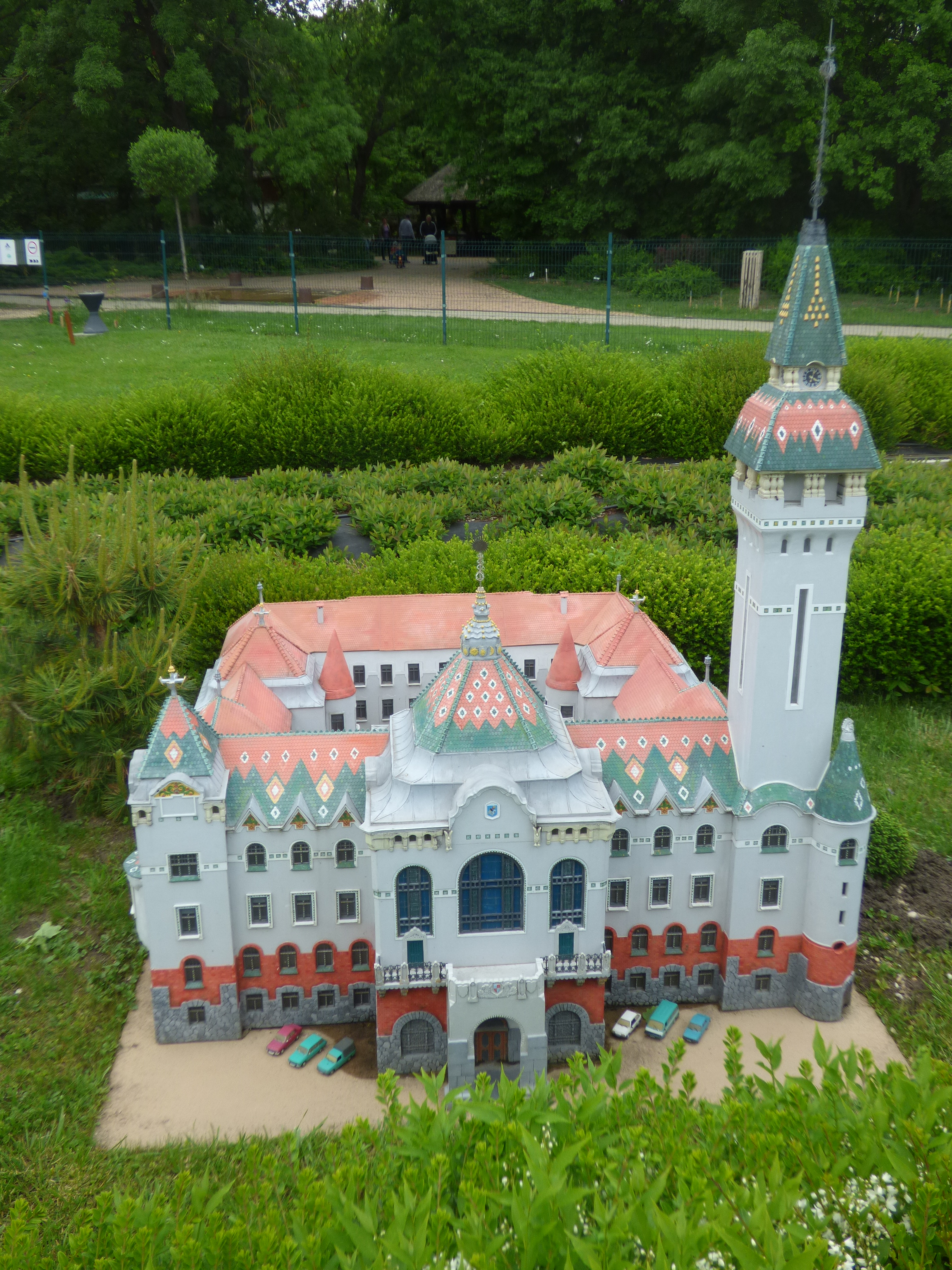
Makettje a szarvasi Mini Magyarország gyűjteményében